# Santiago Nundiche
Santiago Nundiche är en kommun i Mexiko.   Den ligger i delstaten Oaxaca, i den sydöstra delen av landet, 280 km sydost om huvudstaden Mexico City.
Följande samhällen finns i Santiago Nundiche:
- Ignacio Allende las Huertas
- Cañada Tierra Blanca